# Templariusz z Jeruzalem
Templariusz z Jeruzalem (fr. Le Templier de Jérusalem) – powieść historyczna autorstwa Pierre'a Barreta i Jeana-Noëla Gurganda.
Pierwsza część cyklu Turnieje Boże. Francuski rycerz Wilem d'Encausse porzuca strony rodzinne udając się na krucjatę do Ziemi Świętej.